# Environmental, Social and Governance
Environmental, Social and Corporate Governance (kurz ESG; englisch für: Umwelt, Soziales und Unternehmensführung) sind Kriterien und Rahmenbedingungen der Vereinten Nationen (UN) und Finanzinstituten für die Berücksichtigung von Umwelt-, Nachhaltigkeits- und Sozialfragen innerhalb von Unternehmensführungen, öffentlichen Körperschaften, Regierungen und Behörden.
Neben den Interessen und Bedürfnissen der Unternehmen weltweit sollen laut ESG-Kriterien auch die Bedürfnisse aller Stakeholder (engl. für Interessengruppen) wie Mitarbeiter, Kunden, Lieferanten, Finanzinstitute, NGOs, Sozial- und Umweltvertreter zukünftig berücksichtigt werden. Die ESG-Kriterien sind so konzipiert, dass sie zukünftig in die Strategie aller Unternehmen weltweit eingebettet werden sollen. Die weltweite wirtschaftliche Wertschöpfung soll also zukünftig unter allen Stakeholdern umverteilt werden.
ESG umfasst drei Schlüsselbereiche, die bei der Analyse der Nachhaltigkeitsleistung eines Unternehmens bewertet werden:
Umwelt (Environment)
Dieser Aspekt bezieht sich auf die Auswirkungen eines Unternehmens auf die Umwelt, einschließlich Themen wie Klimawandel, Energieeffizienz, Ressourcenverbrauch, Abfallmanagement und Umweltverschmutzung. Unternehmen, die sich auf umweltfreundliche Praktiken konzentrieren und ihre ökologischen Auswirkungen minimieren, werden positiv im ESG-Rating bewertet.
Soziales (Social)
Der soziale Aspekt von ESG betrifft die Beziehungen eines Unternehmens zu seinen Mitarbeitern, Kunden, Lieferanten, Gemeinschaften und anderen relevanten Stakeholdern. Dazu gehören Themen wie Arbeitsbedingungen, Menschenrechte, Vielfalt und Inklusion, Gesundheit und Sicherheit am Arbeitsplatz sowie das Engagement in der Gemeinschaft. Unternehmen, die sozial verantwortlich handeln und sich um das Wohlergehen ihrer Stakeholder kümmern, erhalten positive Bewertungen.
Governance
Governance bezieht sich auf die Art und Weise, wie ein Unternehmen geführt und kontrolliert wird. Dies umfasst die Unternehmensführung, ethische Grundsätze, Integrität, Transparenz, Vorstandszusammensetzung, unabhängige Prüfung und die Einhaltung von Vorschriften. Unternehmen mit guter Governance-Struktur und -Praxis werden als vertrauenswürdig angesehen und erzielen eine höhere ESG-Bewertung.

## Geschichte
Seit 2020 gibt es zunehmende Anreize von den Vereinten Nationen, ESG-Daten mit den Zielen für nachhaltige Entwicklung zu verknüpfen, basierend auf ihrer Arbeit, die in den 1980er Jahren begann. Der Begriff ESG wurde erstmals in einem Bericht von 2004 mit dem Titel "Who Cares Wins" populär verwendet, der auf Einladung der UN eine gemeinsame Initiative von Finanzinstituten war. Innerhalb von weniger als 20 Jahren hat sich die ESG-Bewegung von einer Initiative zur gesellschaftlichen Verantwortung von Unternehmen, die von den Vereinten Nationen ins Leben gerufen wurde, zu einem globalen Phänomen entwickelt, das mehr als 30 Billionen US-Dollar an verwaltetem Vermögen repräsentiert. Allein im Jahr 2019 flossen nach Angaben von Morningstar, Inc. Kapital in Höhe von insgesamt 17,67 Milliarden US-Dollar in ESG-verknüpfte Produkte, ein Anstieg um fast 525 Prozent gegenüber 2015.
Die Erfassung und Analyse von ESG-Daten sowie die Verknüpfung mit den SDGs erfordern eine interdisziplinäre Herangehensweise und den Einsatz wissenschaftlicher Methoden. Forscher, Experten und Akademiker auf verschiedenen Gebieten wie Global Studies, Umweltwissenschaften, Wirtschaftswissenschaften und Rechtswissenschaften tragen zur wissenschaftlichen Erkenntnis und Diskussion im Bereich ESG bei. Durch solche Forschungsarbeiten werden Erkenntnisse über die Auswirkungen von ESG-Faktoren auf Unternehmen, Märkte und die Gesellschaft gewonnen, was zu fundierteren Entscheidungen und einer nachhaltigeren Entwicklung führen kann.

## Auswirkungen
ESG hat in den letzten Jahren erheblich an Bedeutung gewonnen. Investoren erkennen zunehmend, dass ESG-Faktoren finanzielle Risiken und Chancen beeinflussen können. Durch die Integration von ESG-Kriterien in ihre Anlagestrategien können Investoren Unternehmen identifizieren, die langfristig nachhaltig und erfolgreich sein können.

### Auswirkungen auf Unternehmen
Unternehmen mit einer starken ESG-Performance können auch Vorteile wie verbesserte Geschäftsergebnisse, gesteigerte Wettbewerbsfähigkeit, besseren Zugang zu Kapital und eine stärkere Bindung an Kunden und Mitarbeiter erlangen. Immaterielle Faktoren wie Reputation, Mitarbeiterzufriedenheit und Organisationskultur spielen dabei eine Schlüsselrolle. Eine Studie von Susen und Etter (2024) zeigt, dass ein hoher ESG-Standard (ESG Tilt) sowie Verbesserungen in diesem Bereich (ESG Momentum) positiv mit der Zufriedenheit von Mitarbeitern in S&P-500-Unternehmen korrelieren. Wahrgenommene Fairness und die Erwartung zukünftiger Belohnungen verstärken diesen Effekt.
Laut einer Meta-Studie von Friede, Busch und Bassen (2015) besteht in 90 % der Fälle eine positive Korrelation zwischen ESG-Leistung und finanziellen Ergebnissen. Unternehmen mit hohen ESG-Standards weisen oft eine geringere Risikobelastung auf. Die Einhaltung von Umweltvorgaben kann beispielsweise Sanktionen vermeiden und langfristig finanzielle Stabilität fördern. Zudem zeigt sich, dass Nachhaltigkeitsberichte die finanzielle Leistung verbessern, das Unternehmensimage stärken und Wettbewerbsvorteile schaffen können. Auch die Eigenkapitalrendite profitiert von mehr Transparenz.
Darüber hinaus können sie zur Erreichung globaler Nachhaltigkeitsziele wie den Zielen für nachhaltige Entwicklung der Vereinten Nationen (SDGs) beitragen. Nachteile sind der erhöhte Kostenaufwand sowie die Marktverdrängung von Unternehmen, die ESG-Praktiken nicht umsetzen können oder wollen.

### Herausforderungen bei der Bewertung von ESG
Trotz der positiven Korrelation zwischen ESG-Standards und finanzieller Performance bleibt unklar, inwieweit ESG-Strategien den wirtschaftlichen Erfolg direkt beeinflussen. Nach der klassischen Wirtschaftstheorie von Milton Friedman (1962) besteht das Hauptziel eines Unternehmens in der Maximierung des Shareholder Value. ESG-Initiativen können zwar als Möglichkeit zur Ertragssteigerung genutzt werden, doch fehlen bislang universelle Kriterien zur Beurteilung der ESG-Konformität eines Investments. Ratings basieren häufig auf unternehmensinternen, teils unvollständigen Daten, wodurch sie die tatsächliche ESG-Performance nur bedingt widerspiegeln.
Zudem ist die präzise monetäre Bewertung von ESG-Maßnahmen komplex. Bestehende Modelle und ESG-Ratings erfassen viele relevante Faktoren nicht vollständig, wodurch die Integration in kurzfristig ausgerichtete Investitionsstrategien erschwert wird.

### Empirische Untersuchungen
Frühere Studien untersuchten den Zusammenhang zwischen Corporate Social Responsibility (CSR) und finanziellen Ergebnissen oft anhand von Kapitalmarktmodellen wie dem Capital Asset Pricing Model (CAPM). Während einige Studien, etwa von Alexander und Buchholz (1978), keine signifikante Verbindung zwischen sozial verantwortlichem Handeln und Aktienmarktrenditen fanden, kamen spätere Arbeiten, darunter jene von Cochran und Wood (1984) oder Aupperle, Carroll und Hatfield (1985), zu ähnlichen Ergebnissen. Auch Blackburn, Doran und Shrader (1994) bestätigten die fehlende Korrelation zwischen ESG-Engagement und Unternehmensperformance, trotz unterschiedlicher methodischer Ansätze.
Selbst Studien, die CSR spezifisch anhand risikobereinigter Rentabilitätskennzahlen bewerteten – etwa Aupperle, Carroll und Hatfield (1985) – konnten keine eindeutige Verbindung zwischen ESG-Engagement und finanziellen Unternehmensergebnissen nachweisen.

## ESG-Analysten und ESG-Manager
ESG-Analysten spielen eine entscheidende Rolle bei der Bewertung der Nachhaltigkeitsleistung von Unternehmen und Organisationen. Sie unterstützen Unternehmen bei der transparenten Berichterstattung über ihre Nachhaltigkeitsperformance. Durch die Offenlegung von ESG-Informationen können Unternehmen ihre Stakeholder über ihre Praktiken und Fortschritte informieren und das Vertrauen in ihre Geschäftspraktiken stärken. Um eine fundierte und umfassende Bewertung vornehmen zu können, ist das Wissen und die Einbindung von Nachhaltigkeits-, Wirtschafts-, Global-Studies- und Rechtsexperten von zunehmender Bedeutung. Das notwendige Verständnis für komplexe globale Zusammenhänge und die Auswirkungen von Umwelt, Sozialem und Governance auf globaler Ebene benötigt eine interdisziplinäre Betrachtungsweise, um die Interessen der Gesellschaft, der Umwelt und der Wirtschaft zu berücksichtigen. Vermehrte behördliche Auflagen zu Nachhaltigkeitsreportings machen ESG-Analysen zur Notwendigkeit für Unternehmen. ESG-Manager sind dafür zuständig, eine umfassende Nachhaltigkeitsstrategie zu entwickeln, die auf die spezifischen Bedürfnisse und Ziele des Unternehmens zugeschnitten ist. Sie analysieren und bewerten ESG-Risiken und -Chancen und identifizieren geeignete Maßnahmen und Ziele, um eine langfristige Nachhaltigkeitsperformance sicherzustellen.

## EU-Taxonomie
Die EU-Taxonomie ist ein wichtiges Instrument der Europäischen Union zur Klassifizierung von wirtschaftlichen Aktivitäten hinsichtlich ihrer Nachhaltigkeit. Sie dient dazu, einheitliche Kriterien festzulegen, um zu bestimmen, welche wirtschaftlichen Aktivitäten als umweltfreundlich eingestuft werden können. Die Verbindung zwischen der EU-Taxonomie und ESG-Kriterien liegt in ihrer gemeinsamen Zielsetzung, Nachhaltigkeit zu fördern und Investoren, Unternehmen und Regierungen bei ihren Entscheidungen im Einklang mit den ESG-Prinzipien zu unterstützen. Durch die Verbindung von EU-Taxonomie und ESG-Kriterien entsteht ein einheitlicher Rahmen für die Bewertung der Nachhaltigkeitsleistung von Unternehmen und eine bessere Vergleichbarkeit von Informationen. Dies fördert Transparenz und Verantwortlichkeit in Bezug auf nachhaltige Praktiken und erleichtert Investoren und Unternehmen die Integration von ESG-Faktoren in ihre Entscheidungsprozesse.

## Finanzprodukte
ESG-Finanzprodukte umfassen eine Vielzahl von Instrumenten wie nachhaltige Investmentfonds, grüne Anleihen, sozial verantwortliche Anlagen und ethische Investmentstrategien. Diese Produkte bieten Anlegern die Möglichkeit, in Unternehmen zu investieren, die sich für Umweltschutz, soziale Gerechtigkeit und gute Unternehmensführung einsetzen. ESG-Kriterien werden auch in die Analyse von Unternehmen für Kreditvergaben und Kreditratings einbezogen, um die Risiken im Zusammenhang mit Umwelt, Soziales und Governance zu bewerten.
Die Bedeutung von ESG bei Finanzprodukten spiegelt den wachsenden Wunsch der Anleger wider, nicht nur finanzielle Renditen zu erzielen, sondern auch einen positiven Beitrag zu einer nachhaltigen Entwicklung zu leisten. Durch die Integration von ESG-Kriterien in Finanzprodukte werden langfristige Risiken minimiert, Chancen gefördert und eine nachhaltigere Wirtschaft gefördert. Jedoch ist auch darauf hinzuweisen, dass es auch Unternehmen gibt, die ESG-Zertifikate als Versuch zum Greenwashing nutzen.

## Immobilien
Immobilien, die unter ESG-Mietverträgen oder Green Leases vermietet werden, eignen sich als Kapitalanlagen für ESG-Investitionsstrategien. Solche Mietverträge verpflichten den Mieter beispielsweise, Strom aus erneuerbaren Energiequellen wie etwa aus einer hauseigenen Photovoltaikanlage zu nutzen, sich energie‑oder wassersparend zu verhalten oder die Mitarbeiter zur Nutzung von ÖPNV oder Elektrofahrzeugen anzuhalten. Green Lease Klauseln für Mietverträge wurde 2018 durch das sogenannte ZIA 1.0 eingeführt und 2024 durch die Überarbeitung 2.0 statt. Green Lease Klauseln spielen auch in der Gebäudezertifizierung eine entscheidende Rolle.

## Kritik
ESG-Kriterien stehen über Zweifel an nachhaltiger Entwicklung und Wachstumszwang hinaus wiederholt aufgrund ihrer relativen Unschärfe und vielfach beobachtbaren Tendenz zum Greenwashing in Kritik: Mitte 2022 nahm das Europäische Parlament Gasinfrastruktur und Kernkraftwerke in die ESG-betreffende EU-Taxonomie auf, was diese laut Rasmus Andresen „als [...] Gütesiegel für Finanzprodukte unbrauchbar“ gemacht habe. Unter dem Themenfeld „Verteidigung, Resilienz und Sicherheit“ beabsichtigt die Europäische Kommission zudem die Betrachtung der Rüstungsindustrie als nachhaltige Anlage nach ESG-Kriterien. Weitere finanzmarktnahe Akteure geben dagegen an, ESG-Kriterien widersprächen sich beispielsweise aufgrund von Zielkonflikten zwischen einer schnellen Dekarbonisierung und dem Schutz von Arbeitsplätzen in bisherigen Branchen.